# Ринка
Ринка је водопад у Логарској долини у Општини Солчава, Република Словенија. Настаје непосредно после првог извора реке Савиње. Проглашен је природним богатством. Водопад Ринка је један од најлепших и најпознатијих водопада у Словенији, а такође и туристичка атракција Словеније. Навећи је од 20 водопада у долини Логар. Посећен је у свим годишњим добима. Зими је популаран пењање алпиниста по залеђеним слаповима. Најбољи поглед на водопад је са Камнишког Седла.
Најпознатији део водопада Ринка налази се у његовом доњем делу висок 90 метара. Изнад се налазе још два мања, која се могу видети са пута ка Оркешљу.

## Карактеристике
- Укупна висина: 105 метара
- Највиши посебни слап: 90 метара
- Број слапова:3
- Надморска висина: 1120 метара

46° 22′ 11″ N 14° 38′ 39″ E / 46.36972° С; 14.64417° И